# David Guevara Soto
David Guevara Soto (Colasay, 8 de octubre de 1932 - Lima, 5 de noviembre del 2018) fue un ingeniero agrícola y político peruano. Fue diputado por el departamento de Cajamarca en 2 periodo como miembros del partido político Acción Popular.

## Biografía
Nació en el distrito de Colasay, ubicado en la provincia de Jaén del departamento de Cajamarca, el 8 de octubre de 1932.
Cursó sus estudios primarios y secundarios en Lima y sus estudios superiores de agronomía en Buenos Aires, Argentina.
Era casado con María Amasifuén y era padre del expresidente del partido Acción Popular, Mesías Guevara.

## Carrera política

### Diputado por Cajamarca
Como miembro de Acción Popular, participó en las elecciones parlamentarias de 1980 como candidato a la Cámara de Diputados en representación del departamento de Cajamarca. Guevara logró ser elegido para el periodo parlamentario 1980-1985.
Durante su primera gestión como diputado impulsó la creación de los distrito de Huabal y distrito de Las Pirias en la provincia de Jaén.
Para las elecciones parlamentarias de 1990, postuló nuevamente como parte del Frente Democrático y resultó elegido para el periodo 1990-1995. Sin embargo, su mandato se vio interrumpido el 5 de abril de 1992 debido al autogolpe de estado decretado por Alberto Fujimori.
Postuló nuevamente al Congreso de la República en las elecciones del 1995 por Acción Popular y en las elecciones del año 2000 por la Agrupación Independiente Avancemos. Fue también candidato a la vicepresidencia del Gobierno Regional de Cajamarca en las elecciones regionales del año 2002 sin éxito.

## Fallecimiento
El 5 de noviembre del 2018, David Guevara Soto falleció en la ciudad de Lima a los 86 años.